# عمر فاروق حاج عبدي سلطان
الشيخ عمر فاروق حاجي عبدي سلطان (بالصومالية: Cumar Faaruuq Xaaji Cabdi Suldaan)‏ عالم صومالي ومفسر وداعية إسلامي

## النشأة
ولد الشيخ عمر فاروق في قرية قوحلي أو "عرمالي" القريبة من مدينة قبردهر الواقعة في الإقليم الصومالي الخاضع لإثيوبيا عام 1939م، نشأ يتيما حيث توفي أبواه وهو دون السادسة من عمره، ونشأ تحت رعاية جدته.
حفظ القرآن الكريم وهو في الحادية عشر من عمره، ثم بدأ تعلم العلوم الشرعية من الفقه والعلوم العربية والتفسير والحديث على مختلف المشائخ في المنطقة، ثم رحل في طلب العلم وتلقى العلوم الشرعية في كل من الاقليم الصومالي في إثيوبيا وكينيا قبل وصوله إلى العاصمة الصومالية مقديشو عام 1966، ودرس على أيدي المشائخ المشهورين أمثال الشيخ إبراهيم سولي، ثم التحق بمعهد التضامن الإسلامي التابع للجامعة الإسلامية بالمدينة المنورة، ومنه أخذ الفكر السلفي، ثم انضم إلى الجامعة الإسلامية بالمدينة المنورة عام 1974 ونال منها درجة البكالوريوس في الشريعة، وأصبح الشيخ بعد ذلك داعية صوماليا مشهورا يتجول في أوروبا وإفريقيا.

## النشاط الدعوي
بدأ الشيخ عمر فاروق نشر العلم الشرعي وشرح كتب التفسير في العاصمة الصومالية مقديشو وتعرض للاعتقال في ظل حكم المجلس الثوري الأعلى الذي كان يرأسه الرئيس الصومالي محمد سياد بري، ويرجع سبب الاعتقال إلى تفسيره الآية القرآنية ﴿وَكَذَلِكَ نُوَلِّي بَعْضَ الظَّالِمِينَ بَعْضًا بِمَا كَانُوا يَكْسِبُونَ ۝١٢٩﴾ [الأنعام:129] بأن الشعب إذا لم يستقم في الدين فإنه يسلط الله عليهم حكاما جائرين لا يرحمونهم، فقيل : إنه كان يعني أن الله سلط على الشعب ثورة جائرة، وهي ثورة سياد بري، فسجن اثنين وأربعين يوما، ثم أطلق سراحه.
بعد التحاقه بالجامعة الإسلامية في المملكة العربية السعودية عام 1974 سجل الشيخ عمر فاروق تفسير القرآن الكريم كاملا، وذاع صيت هذه التسجيلات، كونه متميزا عن باقي أقرانه، كما سجل النحو والصرف والسيرة النبوية وكتاب صور من حياة الصحابة ورياض الصالحين وعددا كبيرا من مختلف العلوم الإسلامية، وسجل مئات المحاضرات والندوات، ما زاد من شهرته في المجتمع الصومالي.

## محاولات اغتيال
تعرض الشيخ عمر فاروق لمحاولتي اغتيال من قبل المخابرات الإثيوبية مرة في أواخر التسعينيات، ومرة في عام 2001، كونه من أهم المراجع السلفية في الصومال، ولانتقاده التدخلات الإثيوبية المستمرة في الصومال.

## إسهاماته في المصالحة إبان الحرب الأهلية
بعد انهيار الحكومة الصومالية عام 1991 سعى الشيخ عمر فاروق للملمة شعث المجتمع الصومالي ورأب الصدع وجمع الكلمة على قيادة واحدة، ولأجل ذلك زار الصومال عدة مرات في التسعينات، كما شارك في مؤتمر مؤتمر السلام الوطني الصومالي المنعقد في عرتة في جيبوتي عام 2000  والذي تمخض عن التوافق على حكومة انتقالية، برئاسة عبد القاسم صلاد حسن وقد منحه رئيس جيبوتي إسماعيل عمر جيلي الجنسية الجيبوتية ومقعدا شرفيا في عضوية البرلمان الصومالي الانتقالي، وكان حاضرا في وقائع المؤتمر، وهو الذي لقن الرئيس الصومالي عبد القاسم صلاد أداء القسم الدستوري.
بعد انسحاب القوات الإثيوبية من الصومال عام 2009م كان الشيخ عمر الفاروق من أهم العلماء الذين أيدوا المصالحة الوطنية ومبادرة جناح شريف شيخ أحمد من تحالف إعادة تحرير الصومال، وكان عمر الفاروق من منتقدي حركة الشباب ومنهجها العسكري والفكري بشدّة.

## وفاته
توفي الشيخ عمر فاروق في مدينة مكة المكرمة، في 8 مارس 2011، ودفن بها.

## تراثه
في عام 2019 أقيم في مقديشو حفل تدشين مؤسسة الشيخ عمر الفاروق للدعوة والتنمية، والتي تعنى بتراث الشيخ، وذلك عن طريق جمع إنتاجه العلمي سواء كان ذلك تفسيره للقرآن الكريم أوالفتاوى الصادرة منه في مناسبات متعددة وحول مواضيع مختلفة لها علاقة بحياة المجتمعات الصومالية سواء في المهجر أو في ربوع القطر الصومالي.

## أنظر أيضا
- محمد معلم حسن